# Jessica Diggins
Jessica Diggins (Afton (Minnesota), 26 augustus 1991) is een Amerikaanse langlaufster. Ze vertegenwoordigde haar vaderland op de Olympische Winterspelen 2014 in Sotsji en op de Olympische Winterspelen 2018 in Pyeongchang.

## Carrière
Diggins maakte haar wereldbekerdebuut in februari 2011 in Drammen. Op de wereldkampioenschappen langlaufen 2011 in Oslo eindigde de Amerikaanse als 25e op de sprint en als 28e op de 15 kilometer skiatlon, samen met Kikkan Randall, Holly Brooks en Elizabeth Stephen eindigde ze als negende op de estafette. In januari 2012 scoorde ze in Milaan haar eerste wereldbekerpunten, een maand later eindigde Diggins in Moskou voor de eerste keer in de toptien van een wereldbekerwedstrijd. In Val di Fiemme nam de Amerikaanse deel aan de wereldkampioenschappen langlaufen 2013. Op dit toernooi eindigde ze als 23e op de 10 kilometer vrije stijl. Op het onderdeel teamsprint veroverde ze samen met Kikkan Randall de wereldtitel, samen met Sadie Bjornsen, Kikkan Randall en Elizabeth Stephen eindigde ze als vierde op de estafette. Tijdens de Olympische Winterspelen van 2014 in Sotsji eindigde Diggins als achtste op de 15 kilometer skiatlon, als dertiende op de sprint en als 38e op de 30 kilometer vrije stijl. Op de estafette eindigde ze samen met Kikkan Randall, Elizabeth Stephen en Sadie Bjornsen op de achtste plaats.
Op de wereldkampioenschappen langlaufen 2015 in Falun behaalde Diggins de zilveren medaille op de 10 kilometer vrije stijl, op de 30 kilometer klassieke stijl wist ze niet te finishen. Samen met Sadie Bjornsen, Rosie Brennan en Elizabeth Stephen eindigde ze als vierde op de estafette, op de teamsprint eindigde ze samen met Sophie Caldwell op de achtste plaats. Op 8 januari 2016 boekte de Amerikaanse in Toblach haar eerste wereldbekerzege. In Lahti nam ze deel aan de wereldkampioenschappen langlaufen 2017. Op dit toernooi sleepte ze de zilveren medaille in de wacht op de sprint, daarnaast eindigde ze als vijfde op de 15 kilometer skiatlon. Op de teamsprint legde ze samen met Sophie Caldwell beslag op de bronzen medaille, samen met Kikkan Randall, Sadie Bjornsen en Elizabeth Stephen eindigde ze als vierde op de estafette. Tijdens de Olympische Winterspelen van 2018 in Pyeongchang eindigde Diggins als vijfde op zowel de 10 kilometer vrije stijl als de 15 kilometer skiatlon, daarnaast eindigde ze als zesde op de sprint en als zevende op de 30 kilometer klassieke stijl. Op de teamsprint werd ze samen met Kikkan Randall olympisch kampioen, samen met Sophie Caldwell, Sadie Bjornsen en Kikkan Randall eindigde ze als vijfde op de estafette.
Op de wereldkampioenschappen langlaufen 2019 in Seefeld eindigde de Amerikaanse als vierde op de 30 kilometer vrije stijl, als achtste op de sprint en als 25e op de 10 kilometer klassieke stijl. Op de teamsprint eindigde ze samen met Sadie Bjornsen op de vijfde plaats, samen met Julia Kern, Sadie Bjornsen en Rosie Brennan eindigde ze als vijfde op de estafette. In Oberstdorf nam ze deel aan de wereldkampioenschappen langlaufen 2021. Op dit toernooi eindigde ze als vierde op de 10 kilometer vrije stijl, als vijftiende op de 15 kilometer skiatlon en als 24e op de sprint. Op de estafette eindigde ze samen met Hailey Swirbul, Sadie Maubet Bjornsen en Rosie Brennan op de vierde plaats. In het seizoen 2020/2021 won Diggins zowel het algemene wereldbekerklassement als de Tour de Ski.

## Resultaten

### Olympische Winterspelen
| Jaar | Plaats      | Resultaten |
| ---- | ----------- | --- |
| 2014 | Sotsji      | 13e Sprint (vrije stijl) 8e 15 km skiatlon 38e 30 km vrije stijl 8e 4x5 km estafette                                                                 |
| 2018 | Pyeongchang | 6e Sprint (klassieke stijl) · 5e 10 km (vrije stijl) · 5e 15 km skiatlon · 7e 30 km klassieke stijl · Teamsprint (vrije stijl) · 5e 4x5 km estafette |

### Wereldkampioenschappen
| Jaar | Plaats        | Resultaten |
| ---- | ------------- | --- |
| 2011 | Oslo          | 25e Sprint (vrije stijl) 28e 15 km skiatlon 9e 4x5 km estafette                                                            |
| 2013 | Val di Fiemme | 23e 10 km vrije stijl · DNF 30 km klassieke stijl · Teamsprint (vrije stijl) · 4e 4x5 km estafette                         |
| 2015 | Falun         | 10 km vrije stijl · DNF 30 km klassieke stijl · 8e Teamsprint (vrije stijl) · 4e 4x5 km estafette                          |
| 2017 | Lahti         | Sprint (vrije stijl) · DNF 15 km skiatlon · 5e 30 km vrije stijl · Teamsprint (klassieke stijl) · 4e 4x5 km estafette      |
| 2019 | Seefeld       | 8e Sprint (vrije stijl) 25e 10 km klassieke stijl 4e 30 km vrije stijl 5e Teamsprint (klassieke stijl) 5e 4×5 km estafette |
| 2021 | Oberstdorf    | 24e Sprint (klassieke stijl) 4e 10 km vrije stijl 15e 15 km skiatlon 4e 4×5 km estafette                                   |

### Wereldbeker
| Legenda | Legenda            |
| ------- | ------------------ |
| TdS     | Tour de Ski        |
| NO      | Nordic Opening     |
| LT      | Lillehammer Triple |
| RT      | Ruka Triple        |
| WBF     | Wereldbekerfinale  |
| STC     | Ski Tour Canada    |
| ST      | Ski Tour           |

Eindklasseringen
| Seizoen   | Algm   | DI    | SP  | TdS   |
| --------- | ------ | ----- | --- | ----- |
| 2011/2012 | 34e    | 26e   | 35e | –     |
| 2012/2013 | 36e    | 34e   | 44e | 21e   |
| 2013/2014 | 20e    | 21e   | 23e | 13e   |
| 2014/2015 | 22e    | 17e   | 19e | DNF   |
| 2015/2016 | 8e     | 9e    | 8e  | 10e   |
| 2016/2017 | 6e     | 7e    | 10e | 5e    |
| 2017/2018 | Zilver | Brons | 6e  | Brons |
| 2018/2019 | 6e     | 6e    | 7e  | 6e    |
| 2019/2020 | 6e     | 8e    | 11e | 9e    |
| 2020/2021 | Goud   | Goud  | 4e  | Goud  |

Wereldbekerzeges
| Nr. | Datum            | Plaats                | Onderdeel                             |
| --- | ---------------- | --------------------- | ------------------------------------- |
| 1.  | 8 januari 2016   | Toblach               | 5 km vrije stijl TdS                  |
| 2.  | 3 december 2016  | Lillehammer           | 5 km vrije stijl                      |
| 3.  | 6 januari 2017   | Toblach               | 5 km vrije stijl TdS                  |
| 4.  | 28 januari 2018  | Seefeld               | 10 km vrije stijl                     |
| 5.  | 18 maart 2018    | Falun                 | 10 km vrije stijl (handicapstart)     |
| 6.  | 16 februari 2019 | Cogne                 | Sprint (vrije stijl)                  |
| 7.  | 3 januari 2021   | Val Müstair           | 10 km vrije stijl (handicapstart) TdS |
| 8.  | 5 januari 2021   | Toblach               | 10 km vrije stijl TdS                 |
| 9.  | 10 januari 2021  | Tour de Ski 2020/2021 | Tour de Ski 2020/2021                 |
| 10. | 29 januari 2021  | Falun                 | 10 km vrije stijl                     |
| 11. | 2 december 2022  | Lillehammer           | 10 km vrije stijl                     |
| 12. | 18 december 2022 | Davos                 | 20 km vrije stijl                     |

### Marathons
Marathonzeges
| Nr. | Datum            | Plaats    | Marathon      | Onderdeel                      |
| --- | ---------------- | --------- | ------------- | ------------------------------ |
| 1.  | 3 september 2016 | Snow Farm | Merino Muster | 42 km vrije stijl (massastart) |
| 2.  | 2 september 2017 | Snow Farm | Merino Muster | 42 km vrije stijl (massastart) |
| 3.  | 1 september 2018 | Snow Farm | Merino Muster | 42 km vrije stijl (massastart) |
| 4.  | 31 augustus 2019 | Snow Farm | Merino Muster | 42 km vrije stijl (massastart) |